# スイッチオーバー
スイッチオーバー（英: Switchover）とは、あるコンピュータ・サーバ/システム/ネットワークから冗長あるいは待機のサーバ/システム/ネットワークへと、手動で切り替えることを指す。通常、何らかの異常が発生したときに行う。フェイルオーバーとは異なり、人手による介入が発生する。
障害発生時以外にも、パッチをインストールする場合、新しいバージョンにアップデートする場合などの保守作業時に行われる。また、システムが複雑すぎて自動的なフェイルオーバーが不可能な場合にも行われる。